# شهرستان میان‌جلگه
شهرستان میان‌جلگه یکی از شهرستان‌های استان خراسان رضوی ایران است. مرکز این شهرستان، شهر عشق‌آباد است.
این شهرستان در تاریخ ۱۲ بهمن ۱۴۰۱ از شهرستان نیشابور جدا شد و مستقل گردید.

## موقعیت جغرافیایی
شهرستان میان‌جلگه با وسعت ۲٬۹۱۱ کیلومتر مربع معادل ۲/۱ درصد وسعت استان و در مدار جغرافیایی ۳۶ درجه و ۹ دقیقه و ۱۳ثانیه تا ۳۵ درجه و ۳۴ دقیقه و ۳۹ ثانیه عرض شمالی از خط استوا و ۵۸ درجه و ۱۲ دقیقه و ۵۳ ثانیه تا ۵۹ درجه و ۱۶ ثانیه طول شرقی از نصف النهار گرینویچ و در مرکز استان قرار دارد.
شهرستان میان‌جلگه از شمال با شهرستان نیشابور و شهرستان فیروزه، از شرق با شهرستان تربت حیدریه و شهرستان زبرخان، از شمال‌غرب با شهرستان سبزوار، از غرب با شهرستان ششتمد و از جنوب با شهرستان کوهسرخ همسایه است.

## پیشینه
حمدالله مستوفی در نزهه القلوب نوشته: «میان جلگه ولایتی است از اقلیم چهارم و ولایتی بسیار دارد و معتبر است و در مجموع مواضع، باغات انگور و میوه فراوان باشد».
فرهنگ نامه‌ها و کتب قدیمی نیز در مورد وجه تسمیه میان‌جلگه اشاراتی نموده‌اند، از جمله لغت نامه دهخدا می‌نویسد: «میان جلگه ناحیه ای است دارای قریه‌های بزرگ که بین نیشابور و هرات واقع است و اصل آن به زبان پهلوی باد هرزه است».
ناحیه میان‌جلگه، در دوران پیش از تاریخ و همچنین در دورانهای گوناگون پادشاهی ایرانیان وجود داشته و زیر نظر شاهان ایرانی، چون هخامنشیان و اشکانیان و پس از آن ساسانیان اداره می‌شده است. پس از لشکرکشی مسلمانان، این ناحیه در ۳۱ هـ. ق به تصرف عرب‌ها درآمد و پس از آن طاهریان، صفاریان و سپس سامانیان بر خراسان از جمله میان جلگه چیره شدند.
میان جلگه در سده ۶ هـ. ق دستخوش تاخت و تاز غزان قرار گرفت و در آغاز سده ۷ هـ. ق گرفتار حمله خانمان‌سوز مغول گردید، سپس تیمورلنگ مردم این دیار را به خاک و خون کشید. با همه این بلاها، دیری نپایید که بر ویرانه‌های خاک این سرزمین بار دیگر بناها برافراشته شد و آبادانی گذشته را اندک اندک بازیافت و در سده ۱۳ هـ. ق به اوج خود رسید.

## تقسیمات کشوری
شهرستان میان‌جلگه دارای ۲ بخش، ۴ دهستان و ۱ شهر به شرح زیر است:
| بخش    | مرکز بخش  | جمعیت بخش ۱۳۹۵ | نام دهستان | مرکز دهستان | جمعیت دهستان ۱۳۹۵ | شهر              | جمعیت شهر ۱۳۹۵   |
| ------ | --------- | -------------- | ---------- | ----------- | ----------------- | ---------------- | ---------------- |
| مرکزی  | عشق‌آباد   | ۲۷٬۲۱۴ نفر     | عشق‌آباد    | رئیسی       | ۱۶٬۲۷۰ نفر        | عشق‌آباد          | ۱٬۹۹۳ نفر        |
| مرکزی  | عشق‌آباد   | ۲۷٬۲۱۴ نفر     | غزالی      | فدیشه       | ۸٬۹۵۱ نفر         | عشق‌آباد          | ۱٬۹۹۳ نفر        |
| بلهرات | گلبو سفلی | ۱۲٬۰۷۴ نفر     | سالاری     | سالاری      | ۷٬۲۲۰ نفر         | **************** | **************** |
| بلهرات | گلبو سفلی | ۱۲٬۰۷۴ نفر     | بلهرات     | ریگی        | ۴٬۸۵۴ نفر         | **************** | **************** |

## جمعیت
بر پایه سرشماری عمومی نفوس و مسکن در سال ۱۳۹۵، جمعیت شهرستان میان‌جلگه برابر با ۳۹٬۲۸۸ نفر بوده است.